# Frederick Lau
Frederick Lau   (Berlín Oest, 17 d'agost de 1989) és un actor alemany que resideix a la seva ciutat natal. És conegut per interpretar el personatge de Tim a la pel·lícula L'onada (2008) amb la qual va guanyar el Deutscher Fimlpreis. Des del 2000 ha interpretat desenes de papers entre pel·lícules i sèries televisives. El 2015 va interpretar el paper de Sonne a la pel·lícula Victoria pel qual va obtenir el seu segon Deutscher Filmpreis com a Millor Actor Protagonista.

## Filmografia

### Cine
| Any  | Pel·lícula                                         | Personatge           | Premis                              |
| ---- | -------------------------------------------------- | -------------------- | ----------------------------------- |
| 2000 | Die Polizistin                                     | Boy                  |                                     |
| 2002 | Der Brief des Kosmonauten                          | Heinrich Wormsbecher |                                     |
| 2003 | Das fliegende Klassenzimmer                        | Matz Selbmann        |                                     |
| 2004 | Bibi Blocksberg und das Geheimnis der blauen Eulen | David                |                                     |
| 2004 | Bergkristall                                       | Marc                 |                                     |
| 2005 | Unkenrufe                                          | standard bearer      |                                     |
| 2007 | Freischwimmer                                      | Rico Bartsch         |                                     |
| 2008 | L'onada                                            | Tim Stoltefuss       | Deutscher Filmpreis al Millor Actor |
| 2010 | Picco                                              | Marc                 |                                     |
| 2015 | Victoria                                           | Sonne                | Deutscher Filmpreis al Millor Actor |
| 2015 | Traumfrauen                                        | Peter Müller         |                                     |
| 2015 | Tod den Hippies!! Es lebe der Punk                 | Gries                |                                     |
| 2016 | Schrotten!                                         | Letscho Talhammer    |                                     |
| 2016 | Zoomania                                           |                      | Doblatge                            |
| 2016 | Wie Männer über Frauen reden                       | Martin               |                                     |
| 2016 | Pets                                               |                      | Doblatge                            |
| 2016 | SMS für Dich                                       | David                |                                     |
| 2016 | Das kalte Herz                                     | Peter Munk           |                                     |
| 2017 | Simpel                                             | Ben                  |                                     |
| 2017 | Der Hauptmann                                      | Kipinski             |                                     |
| 2017 | Gutland                                            | Jens Fauser          |                                     |
| 2018 | Spielmacher                                        | Ivo                  |                                     |
| 2018 | Wuff – Folge dem Hund                              | Oli Simon            |                                     |
| 2018 | Kanun                                              | Freund               |                                     |
| 2020 | Betonrausch                                        | Gerry                |                                     |
| 2020 | Man from Beirut                                    |                      |                                     |
| 2022 | Wolke unterm Dach                                  | Paul                 |                                     |

### TV
| Any       | Sèrie                                          | Personatge                 | Observacions |
| --------- | ---------------------------------------------- | -------------------------- | ------------ |
| 2000      | Achterbahn                                     | Christian                  |              |
| 2001      | Doppelter Einsatz Berlin – Wehe dem, der liebt | Daniel                     |              |
| 2001      | Dr. Sommerfeld – Neues vom Bülowbogen          | Sven Förster               |              |
| 2001      | Wie angelt man sich einen Müllmann?            | Jojo                       |              |
| 2001      | Jonathans Liebe                                | Frederick                  |              |
| 2002      | Drei Stern Rot                                 | janitor                    |              |
| 2002      | Kleeblatt küsst Kaktus                         | Clemens Schreiber          |              |
| 2002      | Der Tod ist kein Beinbruch                     | Sven Senner                |              |
| 2003      | Rotlicht – Im Dickicht der Grossstadt          | Marko                      |              |
| 2003      | Wer küsst schon einen Leguan?                  | Tobias Baumann             |              |
| 2004      | Sterne leuchten auch am Tag                    | Max                        |              |
| 2004      | Der verzauberte Otter                          | Malte                      |              |
| 2005      | SOKO Leipzig                                   | Dennis Forster             |              |
| 2006      | SOKO Köln                                      | Florian Völkel             |              |
| 2006      | Polizeiruf 110                                 | young Keller               |              |
| 2006      | Unsere 10 Gebote                               | Hendrik                    |              |
| 2006      | Die Mauer – Berlin '61                         | Paul Kuhlke                |              |
| 2006      | Neger, Neger, Schornsteinfeger                 | Fiete Petersen - Age 14-18 |              |
| 2007      | Der Kriminalist                                | Dennis                     |              |
| 2007      | Wie verführ ich meinen Ehemann                 | Jonas Henning              |              |
| 2007      | Liebling, wir haben geerbt!                    | Paul Held                  |              |
| 2007      | An die Grenze                                  | Knut                       |              |
| 2007–2008 | Tatort                                         | Dennis Kevin Stemmler      | Dos capítols |
| 2008      | Die Entdeckung der Currywurst                  | Jürgen Brücker             |              |
| 2008      | Eugen's Welt                                   | Eugen                      |              |
| 2009      | The Countess                                   | Janos                      |              |
| 2009      | Ein Dorf schweigt                              | Heinz Zedlitz              |              |
| 2009      | Der neue Tag                                   | Sascha                     |              |
| 2009      | Notruf Hafenkante                              | Mike                       |              |
| 2009      | Doctor's Diary                                 | Jonas                      |              |
| 2009      | Der Lehrer                                     | Picko                      |              |
| 2009      | Was du nicht siehst                            | David                      |              |
| 2009      | Ihr Auftrag, Pater Castell                     | Justus von Rothenburg      |              |
| 2010      | Neue Vahr Süd                                  | Frank Lehmann              |              |
| 2011      | Go West - Freiheit um jeden Preis              | Alex Baumgarten            |              |
| 2011      | The Sinking of the Laconia                     | Fiedler                    |              |
| 2016      | Tempel                                         | Puschi                     |              |
| 2016-2018 | Blockbustaz                                    | Philip                     |              |
| 2017      | 4 Blocks                                       | Vince                      |              |
| 2018      | Nachtschicht                                   | Angelo Amtmann             |              |